# 京都看護大学
京都看護大学（きょうとかんごだいがく、英語: Kyoto College of Nursing）は、京都府京都市中京区に本部を置く日本の私立大学。

## 概観
京都府内では唯一となる看護系の単科大学であり、キャンパスは京都市立病院に隣接する。

## 沿革

### 年表
- 2012年4月1日 - 京都市立看護短期大学を承継する事業者として学校法人育英館が選ばれる[1]。
- 2013年4月1日 - 京都市立看護短期大学が閉学。京都看護大学の開学が認可される。
- 2014年4月1日 - 京都看護大学を開学。
- 2018年4月1日 - 京都看護大学大学院看護学研究科を開設。

## 教育および研究

### 組織

#### 学部
- 看護学部
  - 看護学科

#### 研究科
- 看護学研究科[2]
  - 看護学専攻
    - 博士前期課程
      - 看護の智探究領域
      - 地域生活支援探究領域
      - 地域生活支援探究領域（保健師コース）

    - 博士後期課程
      - 看護学発展領域

#### 附属機関
- 看護の智協働開発センター[3]
  - 感染管理認定看護師教育課程

## 大学関係者

### 教職員
- 進藤雄三（社会学者） - 特任教授。

## 対外関係
高知県四万十市や滋賀県長浜市などの自治体、鳥取看護大学などの教育機関と各種の協力を行っている。

### 四万十市における看護学部誘致と断念
四万十市はかつて京都看護大学のキャンパスとして四万十看護学部誘致を計画し、学校法人京都育英館は2023年（令和5年）4月の開設を目指していた。
2016年（平成28年）1月8日、同市と京都看護大学との間で連携・協力に関する協定を締結し、後に校舎として現在の四万十市立下田中学校を再編して別の場所へ移転したうえで同学部の校舎とすることが決まったが、住民の間で反対運動も発生していた。
しかし2022年（令和4年）10月28日、京都看護大学の運営法人である京都育英館は同市との協議の結果、2023年4月開設の計画を見送ることを公表したほか、同年11月29日には四万十市長が「国から認可が下りなかった」「今後、四万十市の負担の増加が見込まれる」と述べたうえで四万十看護学部誘致を断念すると発表し、京都育英館の理事長は「国から定員を安定的に確保できる見通しが立っていないことを指摘された」「地元住民から反対があった」と説明した。

## 公式サイト
- 公式ウェブサイト